# Élément absorbant
En mathématiques (algèbre), un élément absorbant (ou élément permis) d'un ensemble pour une loi de composition interne est un élément de cet ensemble qui transforme tous les autres éléments en l'élément absorbant lorsqu'il est combiné avec eux par cette loi.

## Définition
Soit {\displaystyle (E,\star )} un magma. Un élément {\displaystyle a} de {\displaystyle E} est dit :
- absorbant à gauche si {\displaystyle \forall x\in E,\ a\star x=a} ;
- absorbant à droite si {\displaystyle \forall x\in E,\ x\star a=a} ;
- absorbant s'il est absorbant à droite et à gauche.

## Propriétés

### Dans un magma
- Dans un magma {\displaystyle (E,\star )}, l'élément absorbant, s'il existe :
  - est unique : si {\displaystyle a_{1}} et {\displaystyle a_{2}} sont deux éléments absorbants, {\displaystyle a_{1}=a_{1}\star a_{2}=a_{2}} ;
  - est idempotent : si {\displaystyle a} est absorbant, {\displaystyle a\star a=a}.
- Si un magma a un élément absorbant à gauche et un élément absorbant à droite, ces deux éléments sont égaux et le magma a un élément absorbant.  En effet, si {\displaystyle a_{1}} est absorbant à gauche et {\displaystyle a_{2}} absorbant à droite, alors  {\displaystyle a_{1}=a_{1}\star a_{2}=a_{2}}.
- Plusieurs éléments absorbants à gauche ou à droite peuvent exister dans un magma donné, mais s'il existe plus d'un élément absorbant à gauche, il n'en existe aucun à droite. En effet, supposons {\displaystyle a_{1}} et {\displaystyle a_{2}} deux éléments absorbants à gauche, et {\displaystyle b} un élément absorbant à droite: {\displaystyle a_{1}=a_{1}\star b=b=a_{2}\star b=a_{2}}. Par symétrie, s'il existe plus d'un élément absorbant à droite, il n'en existe aucun à gauche.

### Dans un anneau
Dans un anneau (A, +, ×), l'élément neutre 0 de + est absorbant pour ×.
En effet, comme l'élément nul 0 est l'élément neutre de l'addition : 0 = 0 + 0.
Ainsi, pour tout élément a de l'anneau A, a×0 = a×(0 + 0).
Par distributivité de la loi × sur la loi +, a×(0 + 0) = a×0 + a×0,
si bien que a×0 = a×0 + a×0, donc (puisque + est régulière, comme toute loi de groupe)
- a×0 = 0

et (de même) :
- 0×a = 0.

## Exemples
- L'élément absorbant de la multiplication entre des nombres réels est le zéro : {\displaystyle a\cdot 0=0\cdot a=0} (c'est d'ailleurs un exemple d'élément neutre de la première loi de l'anneau, absorbant pour la seconde). De façon analogue, le vecteur nul est élément absorbant pour le produit vectoriel et l'ensemble vide est élément absorbant pour l'intersection d'ensembles.
- L'élément absorbant de la disjonction est VRAI et celui de la conjonction est FAUX. Autrement dit, 1 est l'élément absorbant de la fonction OU (ou inclusif) et 0 est l'élément absorbant de la fonction ET.
- Dans l'ensemble P(E) des parties d'un ensemble E, l'élément E est absorbant pour la réunion.
- Le seul groupe possédant un élément absorbant est le groupe trivial.
- Dans l'ensemble des applications de ℝ dans ℝ doté de la loi {\displaystyle (f,g)\mapsto f\circ g}, les éléments absorbants à gauche sont les fonctions constantes, et il n'existe pas d'élément absorbant à droite.